# Italiaanse strip

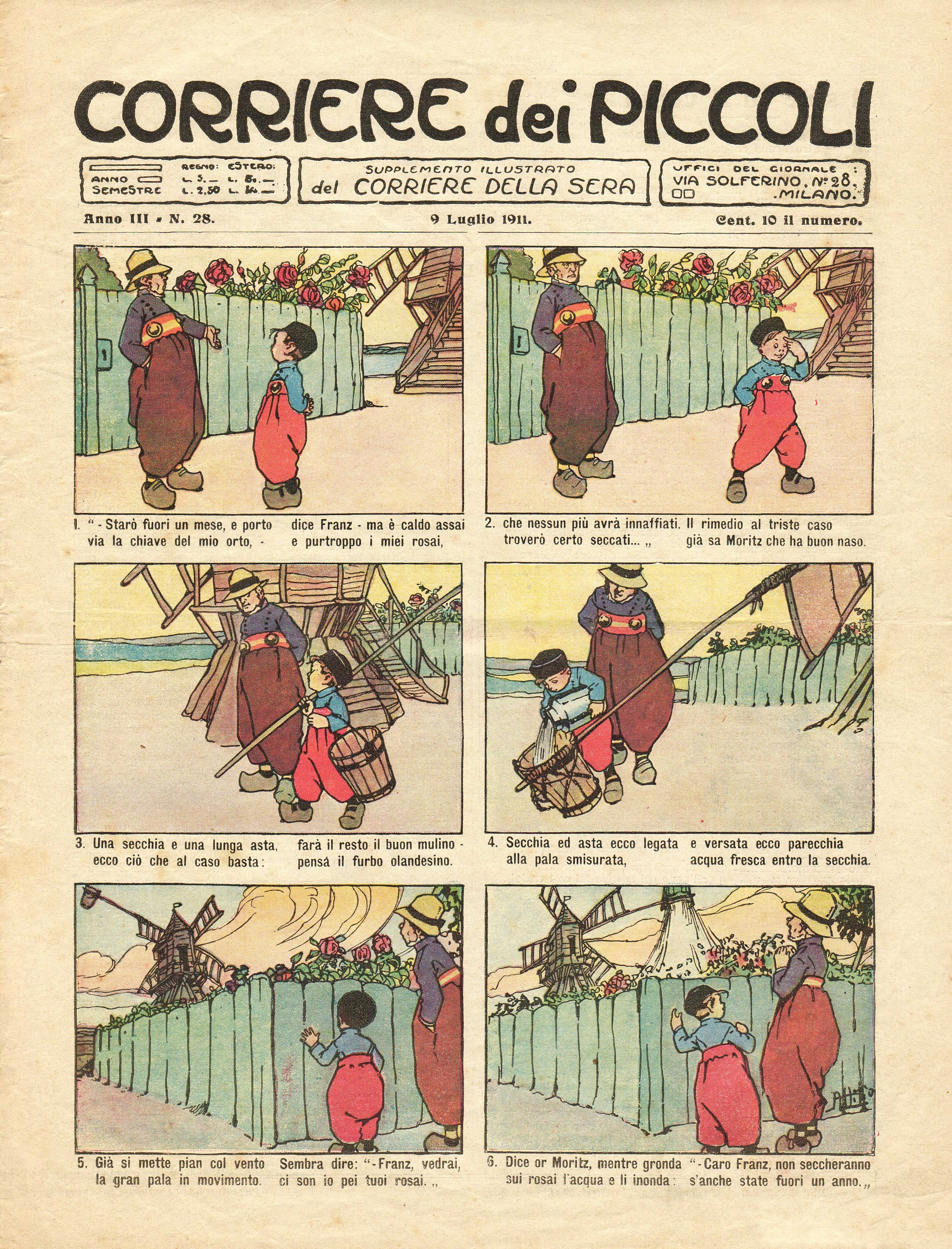
Il Corriere dei Piccoli

De Italiaanse strip, of il fumetto, is het geheel van beeldverhalen gemaakt door Italiaanse auteurs en beeldverhalen bestemd voor de Italiaanse markt. Fumetti ('rookwolkjes') zijn eigenlijk tekstballonnetjes en hebben in het Italiaans hun naam geleend aan het stripmedium als dusdanig. De Italiaanse strip is ook bekend buiten de landsgrenzen met belangrijke auteurs zoals Hugo Pratt, Dino Battaglia, Milo Manara en Sergio Toppi.

## Striptijdschriften
Voor 1930 waren er tijdschriften in Italië die beeldverhalen voor de jeugd aanboden, zoals Il Giornalino della Domenica en Il Corriere dei Piccoli (vanaf 1908). Na 1930 verschenen er tijdschriften op groter formaat die Amerikaanse strip aanboden, zoals Jumbo, Topolino, L'Audace, Il Vittorioso en L'Aventurozo. Andere tijdschriften publiceerden eerder werk van Italiaanse auteurs, Il Giornalino, Il Intrepido en Il Monello. Il Corriere dei Balilla, het jeugdblad van de fascistische beweging bevatte weinig strips. Het fascistisch regime legde aan de tijdschriften ook de beperking op dat ze 50% teksten moesten bevatten. Vanaf 1965 verdringen de "fumetti per adulti" stilaan de uitgaven op klein formaat voor de jeugd. Deze fumetti waren vaak erotisch of zelfs pornografisch van aard. Het striptijdschrift Linus verscheen vanaf 1965 en wilde kwaliteitsstrips voor volwassenen aanbieden. Andere striptijdschriften voor volwassenen waren Eureka, Il Mago, Sorry en Horror. Later kwamen er ook andere tijdschriften op de markt voor volwassenen als Corto, Comic Art en Eternauta. 

## Populaire strips
Na de Tweede Wereldoorlog werd de markt gedomineerd door de populaire Italiaanse strip van uitgever Giovanni Bonnelli. De belangrijkste reeksen waren de westernstrip Tex Willer, Mister No en Dylan Dog. Daarnaast waren er komische stripreeksen, vooral bij uitgeverij Alpe. 

## Culturele erkenning
In 1965 werd door Rinaldo Traini het "Salone Internazionale dei Comics" georganiseerd in Bordighera. Vanaf 1966 werd dit festival gehouden in Lucca en dit tweejaarlijkse Comics Festival van Lucca is nog steeds het belangrijkste stripfestival in Italië. In Lucca wordt de stripprijs de Yellow Kid uitgereikt. Lucca is ook internationaal belangrijk en stond model voor het Stripfestival van Angoulême in Frankrijk.
In Milaan werd het museum WOW Spazio Fumetto geopend, gewijd aan de wereld van strips en animatie.